# 莱萨韦利亚内西圣利尼亚
莱萨韦利亚内西圣利尼亚，是西班牙加泰罗尼亚莱里达省的一个市镇。 总面积104平方公里，总人口477人（001年），人口密度5人/平方公里。